# آنتونیا گروننبرگ
آنتونیا گروننبرگ (زادهٔ ۲ مه ۱۹۴۴) دانشمند علوم سیاسی آلمانی، محقق توتالیتاریسم و متخصص اندیشه سیاسی هانا آرنت است .  او استاد ممتاز دانشگاه اولدنبورگ است ، جایی که از سال 1998 تا زمان بازنشستگی خود در سال 2009 به عنوان استاد تمام تدریس کرد و در آنجا مدیر مرکز هانا آرنت بود. او همچنین ویراستار مجموعه کتاب مطالعات هانا آرنت است . 
گروننبرگ دکترای خود را در فلسفه در دانشگاه آزاد برلین در سال 1975 دریافت کرده است.